# Grottes de Zugarramurdi
Les grottes de Zugarramurdi, sont un ensemble de grottes préhistoriques situées à Zugarramurdi, un village dans la communauté forale de Navarre, au nord de l'Espagne.

## Histoire
Les grottes de Zugarramurdi ont acquis une renommée historique en raison de leur association avec la chasse aux sorcières au XVIIe siècle au Pays basque. Selon les légendes, ces grottes auraient été le lieu de réunions de sorcières ou sorginak, connues sous le nom d'"Akelarre" où des centaines de personnes, adoratrices du même diable, se réunissaient. Des procès de sorcières ont eu lieu dans la région au XVIIe siècle, et les grottes ont été liées à ces événements.
En 1610, le Tribunal de l’Inquisition de Logroño enquête sur 40 femmes, accusées de sorcellerie par leurs voisins. Parmi elles, 11 ont été condamnées au bûcher, dont les noms restent inscrits sur un panneau à l'entrée de la grotte. Le mythe de Zugarramurdi s'est ainsi propagé.

## Tourisme
Aujourd'hui, les grottes de Zugarramurdi sont ouvertes au public en tant qu'attraction touristique. Les visiteurs peuvent explorer les différentes galeries et cavités souterraines, découvrant les formations géologiques intéressantes et l'atmosphère mystérieuse des lieux.
À proximité des grottes, il y a le Musée des Sorcières qui offre des informations sur les pratiques de sorcellerie, les procès de sorcières et l'histoire locale associée à ces événements, les personnages de la mythologie basque comme Mari et Aker, la pratique des rites païens ou encore le rôle des femmes guérisseuses. Les grottes de Zugarramurdi sont devenues une destination touristique populaire, attirant les amateurs d'histoire, d'aventure et de géologie. La région environnante offre également de magnifiques paysages naturels propices à la randonnée.

## Formation géologique
La formation géologique de ces grottes est le résultat d'un processus karstique. Les grottes de Zugarramurdi sont formées dans des roches calcaires, qui sont sensibles à l'érosion chimique de l'eau. Au fil du temps, l'eau de pluie, riche en dioxyde de carbone provenant de l'atmosphère, s'infiltre dans les fissures et les failles du calcaire. En dissolvant progressivement la roche, elle crée des passages souterrains, des galeries et des cavités. Un tunnel naturel de 120 mètres de long, atteignant une hauteur de 12 mètres et deux galeries élevées.

## Événements culturels
Zugarramurdi organise également des événements culturels liés à l'histoire des sorcières, attirant les visiteurs intéressés par le mysticisme et l'histoire régionale.